# Szabó Zsolt (autóversenyző)
Szabó Zsolt Dávid (Miskolc, 1995. november 16. –) magyar autóversenyző.

## Pályafutása
2014-ben csatlakozott a Race Online Hungary szimulátor csapatához. A GT FUSION nemzetközi Gran Turismo világkupába már az első fordulóban négyből négy futamgyőzelmet aratott, kezdő Gran Turismo-s versenyezőként. Ezt követően számos versenyen szerepelt és nyert. Emellett rendszeresen vett részt a csapat privát tesztjein amit szimulátorban rendeztek. 2015-ben a Seat Leon Európa-kupán indult a Zengő Motorsport csapatával, összesen öt versenyen. 2017-ben az ETCC-ben versenyzett. Legelső versenyén az ötödik helyen ért célba. A második versenyhétvégén, a Hungaroringen a pole-pozícióból indulva második lett, míg Portugáliában megszerezte élete első futamgyőzelmét. Michelisz Norbert 2015-ös sikere óta ez volt az első olyan alkalom, amikor Zengő Motorsport-pilóta állhatott a dobogó legfelső fokán. Miután Aurélien Panis távozott a WTCC-s csapatból, Zsolt kapta meg a lehetőséget a pótlására. Argentínában Nagy Dániel csapattársaként versenyzett 2015-ös autóval.

## Eredményei

### Teljes SEAT León-Európa-kupa eredménysorozata
| 16 | Ki | 16 | 9 | 16 | 13 | 16 | Ki |  |  |  |  |  |  |

### Teljes TCR nemzetközi sorozat eredménysorozata
|  |  |  |  |  |  |  |  | 8 | 7 | 11† | Ni |  |  |  |  |  |  |  |  |  |  |

### Teljes ETCC-s eredménysorozata
| 6 | Ki | 2 | Ki | 10 | 7 | 7 | 1 |  |  |  |  |

### Teljes WTCC-s eredménysorozata
|  |  |  |  |  |  |  |  |  |  | 13 | 15 | KIZ | KIZ | 17 | 16 | 16 | 10 | 16 | 15 |

### Teljes WTCR-es eredménysorozata
| 17 | KI | KI | 22 | 9 | KI | NI | KI | NI | 16 | 17 | KI | 15 | KI | KI | 24 | 15 | 9 | KI | KI | 21 | KI | 17 | KI | 21 | KI | NI | NK | 22 | 24† |

† A versenyt nem fejezte be, de helyezését értékelték, mert a versenytáv több, mint 75%-át teljesítette.

### Teljes TCR Európa-kupa eredménysorozata
|  |  |  |  |  |  |  |  | 8 | 16 | 15 | 26† |  |  |

† A versenyt nem fejezte be, de helyezését értékelték, mert a versenytáv több, mint 75%-át teljesítette.